# Bokermannohyla capra
Espèce
Bokermannohyla capra est une espèce d'amphibiens de la famille des Hylidae.

## Répartition
Cette espèce est endémique de l'Est de État de Bahia au Brésil. Elle se rencontre dans les forêts côtières.

## Publication originale
- Napoli & Pimenta, 2009 : A new species of the Bokermannohyla circumdata group (Anura: Hylidae) from the coastal forests of Bahia, northeastern Brazil. Copeia, vol. 2009, no 4, p. 674-683.